# Хим'яр
Хим'яр (Хім'яр, араб. حِمير) — стародавня семітська держава хим'яритів, яка існувала протягом ~110 до н. е. — 520 років на півдні Аравійського півострова (сучасний Ємен).
У IV столітті хим'ярити заволоділи державою Хадрамаут і включили її до складу Хим'яритського царства. У 4 — 6 століттях її влада (через васалів) поширювалася на значну частину центральної Аравії. У 5 — 6 століттях деякі з правителів Хим'яру (і, очевидно, частина еліти) сповідували юдаїзм, найвідомішим з яких є Зу Навас.

## Історія

### Заснування
Перші згадки про хим'яритів стосуються 2 — 1 століть до н. е. Хим'яр займав південно-західну частину сучасного Ємену, прилеглу до важливої протоки Баб-ель-Мандеб. У 4-2 ст. до н. е. Хим'яр був частиною держави Катабан. Близько 120—115 рр. до н. е. Хим'яр на чолі з плем'ям Зу-Райдан відокремився від Катабану, ставши окремою державою. Очевидно цьому сприяла жвава морська торгівля через протоку між грецьким та єгипетським світом та Індією і Персією. Пліній Старший локалізував їхні землі (з центром у Зафарі) біля Сабейського царства. Контроль над протокою забезпечив правителям Хим'яру матеріяльне збагачення.

### Перше Хим'яритське царство
У 25 р. до н. е. Хим'яр приєднав до себе Сабейське царство, скористашись тим, що воно було ослаблене походом на нього римських військ намісника Єгипту Елія Галла. Після цього Хим'яр перетворився в найсильнішу державу півдня Аравії. Його царі носили титул «царів Саби і Зу-Райдана». У 1 ст. н. е. було приєднане царство Катабан і західні райони Хадрамауту. Водночас Хим'яр підпав під культурний вплив сабейців, запозичив сабейський різновид письма. На початку 2 ст. Хим'ярська держава ослабла, Саба і Катабан знову стали незалежні.

### Друге Хим'ярське царство
З початку 3 ст. розпочалося нове піднесення Хим'яру. У другій половині цього століття до нього остаточно були приєднані Сабейське царство і Катабан. На початку 4 ст. був завойований Хадрамаут. Таким чином весь Ємен був об'єднаний під хим'ярською владою. 340 року Аксум, скориставшись внутрішнім послабленням Хим'яру захопив його. Лише 375 року Маліккаріб Яхамін зумів відновити незалежність.
У другій половині 4 ст. хим'ярські царі почали приймати юдаїзм, напевно під впливом місцевих євреїв. Крім того, південні аравійці мали конфлікт за контроль над морською торгівлею з Аксумом, який прийняв християнство. Збільшення опадів спричинило у 450 р. перший прорив Марібської греблі, яка забезпечувала сільське господарство країни. Але могутність хим'ярських царів дала можливість відновити іригаційні споруди. Також тривала боротьба місцевих християн (за підтримки Аксуму і Візантії) з місцевими юдаїстами. 517 р. до влади прийшов юдаїст Зу Навас, який вчинив террор проти християн. В результаті в Ємен вторглись війська Аксуму і посадили свого ставленика на престіл.

## Правителі
- Ілшарах Яхдаб I (110—125)
- Ясір Юханім (267—287)
- Шаммар Яхар'іш (275—310)
- Абу Каріб Асад (383—435)
- Зу Навас (517—527)